# 노 머시 (영화)
《노 머시》(영어: No Mercy)는 1986년에 개봉한 미국의 네오누아르 액션 스릴러 영화이다.

## 출연
- 리처드 기어 - 에디 질렛 역
- 킴 베이싱어 - 미셸 듀발 역
- 예룬 크라베 - 로사도 역
- 조지 전자 - 스텀카우스키 서장 역
- 게리 바서라바 - 조 콜린스 역
- 윌리엄 애서턴 - 앨런 데버노 역
- 테리 키니 - 폴 데버노 역
- 엘리 푸제이 - 줄리아 피셔 역
- 브루스 맥길 - 홀 경위 역
- 레이 샤키 - 앵글스 라이언 역
- 머리타 게러티 - 앨리스 콜린스 역
- 얼리타 미첼 - 캐라 역
- 킴 챈 - 아시아계 노인 역
- 찰스 S. 더턴 - 샌디 경사 역

## 우리말 녹음
SBS 성우진
- 이정구 - 질렛(리처드 기어)
- 김성희 - 미셸(킴 베이싱어)
- 온영삼 - 홀(브루스 맥길)
- 한상덕 - 스텀카우스키(조지 전자)
- 이윤선 - 앨런(윌리엄 애서턴)
- 이봉준 - 로사도(예룬 크라베)
- 유해무 - 조(게리 바서라바)
- 전기병 - 캐라(얼리타 미첼)
- 안종익 - 홀의 동료(찰스 S. 더턴)
- 유동현 - 폴(테리 키니)
- 황윤걸 - 마약범(레이 샤키)
- 정미연 - 조의 아내(머리타 게러티)
- 문관일 - 마약범의 친구(데이브 퍼티잔)